# Canton de Boulogne-sur-Gesse
Le canton de Boulogne-sur-Gesse est une ancienne division administrative française, située dans le département de la Haute-Garonne et la région Midi-Pyrénées.

## Composition
Le canton de Boulogne-sur-Gesse comprenait les 24 communes et comptait 5 182 habitants (population municipale) au 1er janvier 2010.
| Nom                        | Code Insee | Codepostal | Superficie (km2) | Population (dernière pop. légale) | Densité (hab./km2) |
| -------------------------- | ---------- | ---------- | ---------------- | --------------------------------- | ------------------ |
| Blajan                     | 31070      | 31350      | 12,68            | 498 (2012)                        | 39                 |
| Boulogne-sur-Gesse         | 31080      | 31350      | 24,73            | 1 607 (2012)                      | 65                 |
| Cardeilhac                 | 31108      | 31350      | 18,41            | 257 (2012)                        | 14                 |
| Castéra-Vignoles           | 31121      | 31350      | 4,19             | 65 (2012)                         | 16                 |
| Charlas                    | 31138      | 31350      | 11,32            | 225 (2012)                        | 20                 |
| Ciadoux                    | 31141      | 31350      | 9,73             | 260 (2012)                        | 27                 |
| Escanecrabe                | 31170      | 31350      | 16,07            | 220 (2012)                        | 14                 |
| Gensac-de-Boulogne         | 31218      | 31350      | 10,96            | 113 (2012)                        | 10                 |
| Larroque                   | 31276      | 31580      | 19,83            | 306 (2012)                        | 15                 |
| Lespugue                   | 31295      | 31350      | 4,91             | 76 (2012)                         | 15                 |
| Lunax                      | 31307      |            | 5,10             | 63 (2012)                         | 12                 |
| Mondilhan                  | 31350      | 31350      | 10,02            | 94 (2012)                         | 9,4                |
| Montgaillard-sur-Save      | 31378      | 31350      | 4,13             | 76 (2012)                         | 18                 |
| Montmaurin                 | 31385      | 31350      | 8,45             | 231 (2012)                        | 27                 |
| Nénigan                    | 31397      | 31350      | 2,38             | 57 (2012)                         | 24                 |
| Nizan-Gesse                | 31398      | 31350      | 8,64             | 83 (2012)                         | 9,6                |
| Péguilhan                  | 31412      | 31350      | 23,58            | 244 (2012)                        | 10                 |
| Saint-Ferréol-de-Comminges | 31479      | 31350      | 5,88             | 45 (2012)                         | 7,7                |
| Saint-Lary-Boujean         | 31493      | 31350      | 8,39             | 132 (2012)                        | 16                 |
| Saint-Loup-en-Comminges    | 31498      | 31350      | 4,73             | 35 (2012)                         | 7,4                |
| Saint-Pé-Delbosc           | 31510      | 31350      | 5,51             | 130 (2012)                        | 24                 |
| Saman                      | 31528      | 31350      | 5,54             | 170 (2012)                        | 31                 |
| Sarrecave                  | 31531      | 31350      | 2,49             | 73 (2012)                         | 29                 |
| Sarremezan                 | 31532      | 31350      | 4,25             | 99 (2012)                         | 23                 |

## Démographie
| 1962  | 1968  | 1975  | 1982  | 1990  | 1999  | 2006  | 2011  | 2012  |
| ----- | ----- | ----- | ----- | ----- | ----- | ----- | ----- | ----- |
| 6 526 | 6 294 | 5 672 | 5 381 | 5 080 | 4 690 | 5 134 | 5 170 | 5 159 |

## Administration

### Conseillers généraux de 1833 à 2015
| Période | Période      | Identité                                             | Étiquette                 | Qualité |
| ------- | ------------ | ---------------------------------------------------- | ------------------------- | --- |
| 1833    | 1848         | M. Bart                                              |                           | Propriétaire à Boulogne-sur-Gesse |
| 1848    | 1880         | Victor Sales                                         | Droite                    | Propriétaire, maire de Boulogne-sur-Gesse |
| 1880    | 1886         | Armand Saint-Colombe père (1814-1888)                | Républicain               | Docteur en médecine, maire de Boulogne-sur-Gesse |
| 1886    | 1886         | Théodore Marie François Alexandre Dufaur (1832-1898) | Républicain               | Propriétaire à Boulogne-sur-Gesse |
| 1886    | 1892         | Armand Saint-Colombe fils                            | Républicain               | Docteur en médecine, maire de Boulogne-sur-Gesse, conseiller d'arrondissement                                                                              |
| 1892    | 1898 (décès) | Théodore Marie François Alexandre Dufaur             | Républicain               | Propriétaire à Boulogne-sur-Gesse |
| 1898    | 1940         | Antoine Cadéac                                       | Républicain puis Rad.ind. | Médecin Maire de Boulogne-sur-Gesse (1898-1948) Membre de la Commission administrative de Haute-Garonne (1941-1943) nommé conseiller départemental en 1943 |
|         |              |                                                      |                           | |
| 1945    | 1971 (décès) | Charles Suran                                        | SFIO                      | Instituteur Sénateur (1955-1971) Maire de Boulogne-sur-Gesse                                                                                               |
| 1971    | 1985         | Jean Cayrol                                          | PS                        | Pharmacien Conseiller municipal de Boulogne-sur-Gesse |
| 1985    | 1998         | Pierre Montastruc                                    | UDF                       | Directeur adjoint à l'OCDE Député de 1986 à 1988 Conseiller régional                                                                                       |
| 1998    | 2004         | Pierre Médevielle                                    | UDF puis UMP              | Pharmacien Maire de Boulogne-sur-Gesse |
| 2004    | 2015         | Jacques Leclerc                                      | PS                        | Professeur, Boulogne-sur-Gesse |

### Conseillers d'arrondissement (de 1833 à 1940)
| Période                                  | Période | Identité                   | Étiquette                | Qualité |
| ---------------------------------------- | ------- | -------------------------- | ------------------------ | --- |
| 1833                                     | 1842    | Marcelin Bart              |                          | Avocat à Saint-Gaudens, ancien juge de paix                                                                 |
| 1842                                     | 1848    | Marquis de Mun-Sarlabous   |                          | Maire de Gensac                                                                                             |
|                                          |         |                            |                          | |
| 1877                                     | 1883    | M. Coraze                  |                          | Propriétaire à Blajan                                                                                       |
| 1883                                     | 1901    | Armand Sainte-Colombe fils | Républicain puis Radical | Docteur en médecine, maire de Boulogne-sur-Gesse                                                            |
| 1901                                     | 1925    | Jean-Pierre Bertrand Dasté | Radical                  | Docteur en médecine à Boulogne-sur-Gesse                                                                    |
| 1925                                     | 1937    | Victor Goux                | Radical                  | Maire de Gensac-de-Boulogne                                                                                 |
| 1937                                     | 1940    | Louis-Henri Hériveau       | Radical                  | Propriétaire à Blajan                                                                                       |
| 1940                                     |         |                            |                          | Les conseils d'arrondissement ont été suspendus par la loi du 12 octobre 1940 et n'ont jamais été réactivés |
| Les données manquantes sont à compléter. |         |                            |                          | |